# Післядипломна освіта
Післядипло́мна осві́та, ад'юнктура (Вищі академічні курси і т. ін.) — система підвищення кваліфікації осіб, котрі вже мають вищу освіту. Хоча за назвою ця система є частиною освіти, за змістом вона являє собою багато в чому або виключно науково-дослідну роботу, за результатами якої присуджується науковий ступінь.

## Післядипломна освіта в українському законодавстві
Післядипломна освіта в українському законодавстві визначається як спеціалізоване вдосконалення освіти та професійної підготовки особи шляхом поглиблення, розширення і
оновлення її професійних знань, умінь і навичок або отримання іншої спеціальності на основі здобутого раніше освітньо-кваліфікаційного рівня та практичного досвіду.
Згідно з таким державним визначенням, післядипломна освіта створює умови для безперервності та наступності освіти і включає:
- перепідготовку — отримання іншої спеціальності на основі здобутого раніше освітньо-кваліфікаційного рівня та практичного досвіду, також МВА ступеня;
- спеціалізацію — набуття особою здатностей виконувати окремі завдання та обов'язки, які мають особливості, в межах спеціальності;
- розширення профілю (підвищення кваліфікації) — набуття особою здатностей виконувати додаткові завдання та обов'язки в межах спеціальності;
- стажування — набуття особою досвіду виконання завдань та обов'язків певної спеціальності.

Особа, яка пройшла перепідготовку і успішно пройшла державну атестацію, отримує відповідний документ про вищу освіту.
Особа, яка успішно пройшла стажування або спеціалізацію чи розширила профіль (підвищила кваліфікацію), отримує відповідний документ про післядипломну освіту.
Зразки документів про післядипломну освіту затверджуються спеціально уповноваженим центральним органом виконавчої влади у галузі освіти і науки.
Післядипломна освіта здійснюється вищими навчальними закладами післядипломної освіти або структурними підрозділами вищих навчальних закладів відповідного рівня акредитації, в тому числі на підставі укладених договорів.

## Післядипломна освіта в англомовному світі
Післядипломна освіта — за освітньою термінологією присутньою в англомовних навчальних закладах визначається як англ. postgraduate education, або освіта, що здобувається після отримання першого ступеню вищої освіти, тобто бакалавра. В цьому контексті не йдеться про післядипломну кваліфікацію, як про формальне розширення навичок в межах отриманого профілю, або ж перепідготовку, як це часто трактується українським законодавством. Закон України «Про вищу освіту», для прикладу, говорить про те, що після проходження післядипломної освіти видається «документ про післядипломну освіту», а не науковий ступінь, такий як магістр чи доктор. ). Хоча в цьому законі допускається, що пройшовши перепідготовку можна отримати «відповідний документ про вищу освіту». Післядипломна освіта в значенні postgraduate education означає отримання звання магістра, або доктора.
Існує два основних напрями під час проходження післядипломної освіти за кордоном, це:
- отримання сертифікату Postgraduate Certificate (PGC)
- отримання диплому Postgraduate Diploma (PGD)

Такі програми особливо популярні у США та Канаді, адже дозволяють у стислі терміни отримати сертифікат (або диплом), з яким можливо влаштуватись на роботу. Найбільша перевага такого ступеня — швидкість його отримання (1-1,5 роки), та відносно низька вартість навчання — особливо, якщо порівнювати з магістратурою. Але, треба мати на увазі, що маючи ступінь магістра, можна претендувати на більш високу посаду.